# Galium kuetzingii
Galium kuetzingii är en måreväxtart som beskrevs av Pierre Edmond Boissier och Friedrich Alexander Buhse. Galium kuetzingii ingår i släktet måror, och familjen måreväxter. Inga underarter finns listade i Catalogue of Life.